# Anemesia pallida
Espèce
Anemesia pallida est une espèce d'araignées mygalomorphes de la famille des Cyrtaucheniidae.

## Distribution
Cette espèce est endémique du Tadjikistan.

## Description
Le mâle holotype mesure 10,80 mm et la femelle paratype 13,30 mm.

## Publication originale
- Zonstein, 2018 : A revision of the spider genus Anemesia (Araneae, Cyrtaucheniidae). European Journal of Taxonomy, no 485, p. 1-100 (texte intégral).